# 黑潮号驱逐舰
黑潮号驱逐舰（黒潮）是阳炎型驱逐舰3号舰。该舰是由大日本帝国海军在20世纪30年代末期建造的，也是丸三计划的一部分。

## 背景
从外形上看，阳炎级驱逐舰同先前的朝潮型驱逐舰十分相似。为了提高舰体稳定性和保持日本水雷技术的领先地位，日本海军在朝潮型驱逐舰的基础上进行改装，得到了阳炎级。根据日本海军的战略目标，阳炎级驱逐舰被设计成了可以伴随日本主力突击舰队，在美军舰队深入太平洋之际，全天候同美军在太平洋上作战的舰艇。尽管在完工时她是世界上最强大的驱逐舰之一，但在太平洋战争结束后，阳炎级驱逐舰仅剩一艘。
黑潮号由大阪藤永田造船所建造，1937年8月31日龙骨铺设完毕，1938年10月25日下水，1940年1月27日竣工。

## 服役史
服役后不久，黑潮号参加了联合舰队第16次演习。在归程中，她于1941年6月23日18时在丰后水道与夏潮号驱逐舰和峰号驱逐舰相撞。随后，她在吴海军工厂进行一个月的修复。
在偷袭珍珠港期间，黑潮号被划归第15驱逐舰队，隶属第2舰队第2水雷战队。在菲律宾战役期间，她参与了对龍驤號航空母艦的护航。12月23日，她因美国陆军航空军B-17轰炸机的攻击而轻微受损。
1942年年初，黑潮号参与了对荷属东印度的入侵。他曾为1月进攻万鸦老，肯達里和安汶岛的舰队和二月进攻望加錫，帝汶，爪哇岛的舰队护航。2月8日，他救起了夏潮号驱逐舰的部分生还者。3月5日，她和亲潮号一起击沉了英国皇家海军一艘布雷舰。3月底，她同加贺号航空母舰一同从苏拉威西岛返回佐世保镇守府。
4月底，为了参加5月初对巴拉望的占领行动，黑潮号再度从吴市出发。随后，她于5月17日同受损的翔鹤号航空母舰返回吴市。6月初，黑潮号被用作中途岛战役的运兵船。
6月中旬，按原计划，黑潮号应该在印度洋空袭中为巡洋舰护航。但当他到达缅甸丹老时，她又得到伴随熊野号重巡洋舰和铃谷号重巡洋舰前往巴厘巴板和所罗门群岛的命令。在8月24日的東所羅門海戰中，她是近藤信竹部队的一员，但是没有参战。9月，她在特鲁克岛和瓜达尔卡纳尔岛之间执行巡逻任务。10月，她开始执行东京快车任务，向关岛快速运输兵员。这些任务一直持续到1943年2月中旬。在聖克魯斯群島戰役期间，他参加了对隼鹰号航空母舰的护航。
2月21日，黑潮号同隼鷹号航空母舰返回吴市整修。4月10日，她又同冲鹰号航空母舰和大鷹號航空母艦一起回到特鲁克岛。4月底，正待在肖特兰岛（Shortland Island）的黑潮号又接受了运兵任务。
1943年5月7日夜，正在执行运兵任务的黑潮号刚刚离开科隆班加拉岛维拉就因触雷沉没。（失事地坐标08°08′S 156°55′E / 8.133°S 156.917°E）